# 자격기본법
자격기본법(資格基本法)은 대한민국의 법률이다. 1997년 3월 27일 법률 제5314호에 의해 제정되었으며, 1997년 4월 1일부터 시행에 들어갔다.

## 주요 법령 개정 및 시행
- 제정 - 1997년 3월 27일 법률 제5314호 / 1997년 4월 1일 시행
- 제1차 타법개정 - 1997년 12월 13일 법률 제5453호 / 1998년 1월 1일 시행
- 제2차 일부개정 - 1999년 1월 29일 법률 제5733호 / 1999년 1월 29일 시행
- 제3차 일부개정 - 2005년 3월 31일 법률 제7428호 / 2006년 1월 1일 시행
- 제4차 전부개정 - 2007년 4월 27일 법률 제8390호 / 2007년 10월 18일 시행
- 제5차 타법개정 - 2008년 2월 28일 법률 제8852호 / 2008년 2월 29일 시행
- 제6차 일부개정 - 2008년 12월 26일 법률 제9190호 / 2008년 12월 26일 시행
- 제7차 일부개정 - 2010년 3월 17일 법률 제10093호 / 2008년 6월 18일 시행
- 제8차 타법개정 - 2010년 6월 4일 법률 제10339호 / 2010년 7월 5일 시행

## 현행
자격기본법은 제정 이래 9차례의 개정을 거쳤다. 마지막 개정은 2010년 6월 4일에 법률 제10339호로 이뤄졌다. (2010년 7월 5일 시행)
- 제1조 목적
- 제2조 정의
- 제3조 자격제도 관리·운영의 기본방향
- 제4조 국가의 책무
- 제5조 국가직무능력표준
- 제6조 자격체제
- 제7조 자격관리ㆍ운영기본계획
- 제8조 자격정책심의회 설치 등
- 제9조 교육훈련과 자격과의 연계
- 제10조 자격정보시스템의 구축 등
- 제11조 국가자격의 신설 등
- 제12조 국가자격의 취득
- 제13조 국가자격 검정의 면제
- 제14조 동일명칭의 사용금지
- 제15조 국가자격의 정비
- 제16조 국가자격 관리ㆍ운영의 위임·위탁
- 제17조 민간자격의 신설 및 등록 등
- 제18조 결격사유
- 제19조 민간자격의 공인
- 제20조 민간자격관리자의 공인기간 등
- 제21조 공인자격의 효력
- 제22조 공인증서의 교부 등
- 제23조 공인자격의 취득 등
- 제24조 공인사항의 변경
- 제25조 시정명령
- 제26조 공인의 취소 또는 자격검정의 정지 등
- 제27조 공인자격관리자의 책무
- 제28조 공인의 공고
- 제29조 주무부장관의 지도ㆍ감독
- 제30조 자격취득자에 대한 우대
- 제31조 자격취득자의 성실의무 등
- 제32조 자격취득의 취소ㆍ정지 등
- 제33조 거짓 광고의 금지 등
- 제34조 자격취득자의 정보관리
- 제35조 보수교육
- 제36조 청문
- 제37조 수수료
- 제38조 권한의 위임·위탁
- 제39조 벌칙
- 제40조 벌칙
- 제41조 벌칙
- 제42조 양벌규정
- 부칙

## 같이 보기
- 자격증
- 국가기술자격법